# شهرستان اوست-کوکسینسکی
شهرستان اوست-کوکسینسکی (به لاتین: Ust-Koksinsky District) یک شهرستان در روسیه است که در جمهوری آلتای واقع شده‌است.